# Almida de Val
Almida  Maria Jacqueline Winquist, coniugata de Val (Göteborg, 12 settembre 1997), è una giocatrice di curling svedese.

## Carriera
Nel 2022 ha vinto la medaglia di bronzo nel torneo misto ai Giochi olimpici di Pechino, insieme al compagno di squadra Oskar Eriksson, battendo nella finale per il terzo posto la coppia britannica per 9-3.

## Palmarès

### Olimpiadi
- Bronzo a Pechino 2022;

### Mondiali misti
- Bronzo ad Aberdeen 2021;

### Mondiali junior
- Oro a Gangneung 2017;
- Argento ad Aberdeen 2018.